# Zamach stanu w Gwinei (2008)

Gwinea na mapie Afryki Zachodniej

Zamach stanu w Gwinei w 2008 roku – zamach stanu dokonany w Gwinei przez juntę wojskową pod dowództwem kapitana Moussy Dadis Camary. Grupa wojskowych pod jego przywództwem 23 grudnia 2008, kilka godzin po obwieszczeniu śmierci prezydenta Lansany Conté, ogłosiła powstanie Rady Narodowej na rzecz Demokracji i Postępu (CNDD), rozwiązanie wszystkich instytucji republiki i przejęcie władzy w państwie.
Kapitan Camara zapowiedział organizację wolnych wyborów oraz walkę z korupcją i innymi patologiami państwa. Przewodniczący parlamentu pełniący obowiązki prezydenta i dotychczasowy premier, po początkowym sprzeciwie, kilka dni po zamachu uznali nowe władze wojskowe. Poparcia udzieliła im również większość krajowych organizacji społecznych i politycznych. Społeczność międzynarodowa w większości potępiła zamach stanu i wezwała juntę wojskową do szybkiego przywrócenia porządku konstytucyjnego. Unia Afrykańska i ECOWAS zawiesiły Gwineę w prawach członka organizacji.

## Śmierć prezydenta Lansany Conté

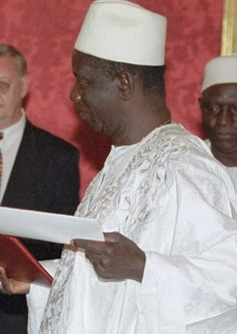
Prezydent Lansana Conté

22 grudnia 2008 o godzinie 18:45 czasu miejscowego w wieku 74 lat zmarł prezydent Lansana Conté, rządzący Gwineą od kwietnia 1984. Doszedł do władzy w wyniku wojskowego zamachu stanu po nagłej śmierci pierwszego prezydenta kraju Ahmeda Sekou Touré. Po wprowadzeniu systemu wielopartyjnego na początku lat 90., trzykrotnie wygrywał wybory prezydenckie (1993, 1998, 2003), które za każdym razem opozycja uznawała za sfałszowane bądź bojkotowała. W czerwcu 2006 oraz styczniu i lutym 2007 służby bezpieczeństwa brutalnie stłumiły strajk powszechny zorganizowany przez związki zawodowe, co doprowadziło do ofiar śmiertelnych. Jego rządy charakteryzowały się zastraszaniem i więzieniem przeciwników politycznych.
Nagła i nieoczekiwana śmierć prezydenta została ogłoszona we wczesnych godzinach porannych 23 grudnia 2008 przez przewodniczącego Zgromadzenia Narodowego, Aboubacara Somparé. Oznajmił, iż „ma ciężkie i trudne zadanie poinformowania, z wielkim smutkiem, o śmierci prezydenta po długiej chorobie”. Nie podał jednak przyczyny zgonu. Conté od wielu lat chorował na cukrzycę, miał również zdiagnozowaną białaczkę. Był ponadto nałogowym palaczem. Somparé powiedział, że prezydent „ukrywał swój stan fizyczny w celu zapewnienia szczęścia Gwinei”.
Zgodnie z konstytucją, w przypadku śmierci prezydenta jego obowiązki przejmował przewodniczący parlamentu, który był zobowiązany przeprowadzić nowe wybory prezydenckie w ciągu 60 dni. Aboubacar Somparé zwrócił się z wnioskiem do przewodniczącego Sądu Najwyższego Lamine Sidimé w celu potwierdzenia śmierci prezydenta i zastosowania przepisów konstytucji. W trakcie odczytywania w telewizyjnego oświadczenia towarzyszyli mu premier Ahmed Tidiane Souaré oraz szef sztabu sił zbrojnych Diarra Camara. Premier Souré zaapelował do „narodu gwinejskiego” o spokój. Wezwał wojsko do zapewnienia bezpieczeństwa granic i zachowania spokoju wewnątrz kraju w „hołdzie pamięci wspaniałego zmarłego przywódcy”. W imieniu rządu ogłosił 40-dniową żałobę narodową. Nakazał opuszczenie flag państwowych do połowy masztu i zapowiedział rychłe ustalenie planów ceremonii pogrzebowej. O spokój i opanowanie zaapelował do żołnierzy także dowódca wojska Diarra Camara.
W Pałacu Ludowym, gmachu parlamentu, we wczesnych godzinach 23 grudnia zebrali się na spotkaniu premier Souaré, przewodnicący Zgromadzenia Narodowego, przewodniczący Sądu Najwyższego oraz najwyżsi dowódcy wojskowi.

## Początki zamachu stanu
Sześć godzin po podaniu do publicznej wiadomości informacji o śmierci prezydenta Conté, w radiowym komunikacie kapitan Moussa Dadis Camara ogłosił przejęcie władzy w państwie. Camara, stojący na czele jednostki zaopatrującej wojsko w paliwo, ogłosił „rozwiązanie rządu i instytucji Republiki”. Oświadczenie mówiło również o „zawieszeniu konstytucji oraz działalności politycznej i związkowej”, zakazywało publicznych zgromadzeń. Władzę przejmowała Rada Narodowa na rzecz Demokracji i Rozwoju (Conseil National de la Démocratie et du Developement, CNDD). Kapitan Camara stwierdzał, że występuje w imieniu całego wojska, jednak początkowo nie było wiadomo, kogo dokładnie reprezentuje. Armia w czasach prezydenta Conté była podzielona, ścierały się w niej różne klany etniczne i ich interesy. Camara wezwał członków rządu i urzędników departamentów do stawienia się do głównych koszar wojskowych Alpha Yaya Diallo w celu „zapewnienia im bezpieczeństwa”, a cywilów do pozostania w domach i powstrzymania się od grabieży. Podkreślał, że celem CNDD jest likwidacja korupcji i organizacja wolnych wyborów. Dotychczasowe władze Rada oskarżała o „katastroficzną sytuację gospodarczą”, defraudację środków publicznych, korupcję, bezkarność i anarchię. Zapowiadała powołanie nowego premiera, którego zadaniem miała być walka z korupcją, odbudowa administracji publicznej, zapewnienie rzeczywistej liberalizacji ruchu powietrznego na terytorium kraju, zapoczątkowanie zmiany konstytucji, zapewnienie podstawowych usług komunalnych jak woda, elektryczność oraz opieki zdrowotnej.
Początkowo nie było wiadomo, jak liczni i silni są rebelianci, ani czy zamach stanu zakończy się powodzeniem. P.o. prezydenta Aboubacar Somparé potwierdził, że doszło do „próby zamachu”, stwierdził jednakże, że w szeregach wojska zachowana jest dalej równowaga i zawiązały się przeciwstawne obozy. Powiedział, że choć nie wie, jak liczna jest grupa buntowników, większość wojska pozostaje lojalna w stosunku do władz państwa. Dowódca wojska generał Diarra Camara oznajmił, że grupa rebeliantów stanowi mniejszość. Premier Souaré zaprzeczył jakoby rząd został rozwiązany, stwierdzając, że jego gabinet pracuje nad przygotowaniem pogrzebu zmarłego prezydenta. Diarra Camara wezwał żołnierzy do zachowania spokoju i lojalności „przynajmniej do czasu pogrzebu prezydenta”.
Po wybuchu zamachu stanu na ulicach Konakry pojawiły się czołgi i pojazdy wojskowe, ustawiono również punkty kontrolne dla samochodów. Większość mieszkańców miasta pozostawała w domach. W mieście panował spokój i nie dochodziło do aktów grabieży. Zamach stanu nie spowodował ofiar śmiertelnych.
Główne siły opozycyjne opowiedziały się za poszanowaniem zasad konstytucji. Lider opozycyjnej Unii na rzecz Postępu Gwinei (UPG) Jean-Marie Doré wezwał do pokojowego procesu transferu władzy, podobnie jak Cellou Dalein Diallo.
Wieczorem 23 grudnia 2010 w koszarach wojskowych Alpha Yaya Diallo, stanowiących główną kwaterę rebeliantów, doszło do spotkania liderów zamachu stanu z innymi dowódcami wojskowymi, na którym według źródeł prasowych mieli oni sobie zapewnić poparcie dotychczasowych lojalistów. Na spotkaniu dokonano również wyboru 32 członków (w tym 6 cywilnych) Rady Narodowej na rzecz Demokracji i Rozwoju oraz jej przewodniczącego. Do stanowiska tego aspirowali trzej wojskowi: kapitan Moussa Dadis Camara, pułkownik Sékouba Konaté oraz generał Mamadou „Toto” Camara, szef sztabu sił lądowych. Na stanowisko to wybrany został kapitan Moussa Dadis Camara, co wywołało bunt w szeregach zwolenników Konaté. Z tego powodu kwestię przywództwa dwaj wojskowi zgodzili się rozstrzygnąć na drodze losowania. Kartkę papieru z napisem „prezydent” ze słoika po majonezie (z którego losowano) wyciągnął, i to dwukrotnie (losowanie powtórzono), Camara. Konaté otrzymał w zamian stanowisko wiceprezydenta CNDD (pozycja nr 3 liście CNDD). Generał Mamadou „Toto” Camara zajął na liście członków CNDD drugą pozycję. Kapitan Camara w swoim pierwszym oświadczeniu jako szef Rady zapowiedział organizację wyborów w ciągu przepisowych 60 dni.

## Konsolidacja władzy junty wojskowej

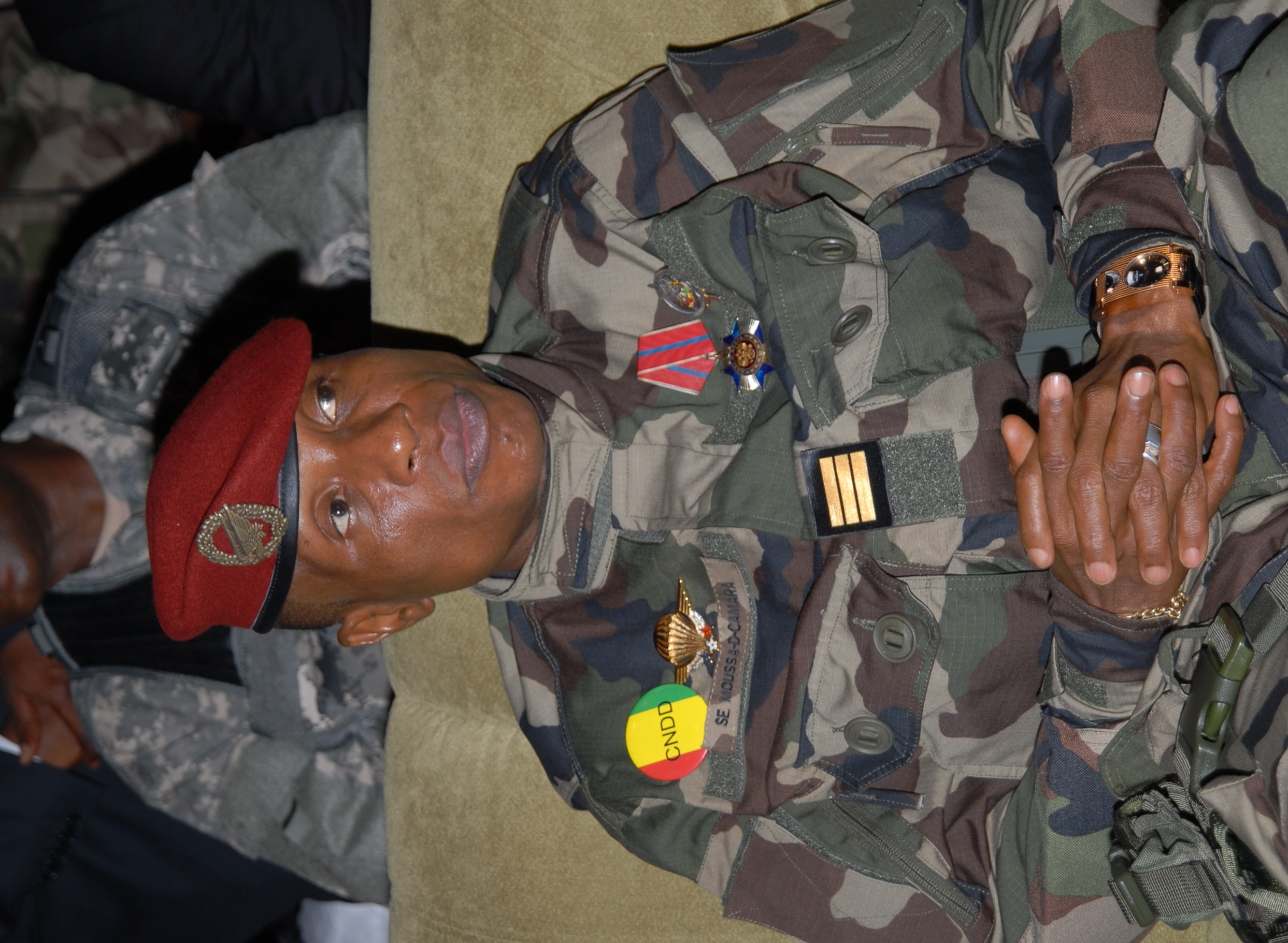
Moussa Dadis Camara, przywódca junty wojskowej

24 grudnia 2008 Moussa Dadis Camara ogłosił się tymczasowym szefem państwa i „prezydentem Republiki”. Przestrzegł siły rządowe przed rekrutowaniem najemników w celu „destabilizacji prób ustanowienia pokoju i demokracji”. Ogłosił, iż CNDD nie ma ambicji zatrzymania władzy, a jej celem jest wyłącznie zabezpieczenie integralności terytorialnej państwa. Zapowiedział zamiar przeprowadzenia wiarygodnych i przejrzystych wyborów do grudnia 2010, kiedy dobiegałaby końca kadencja zmarłego prezydenta Conté. Zaprzeczył tym samym swojej wcześniejszej wypowiedzi. W całym kraju wprowadzona została godzina policyjna od 20:00 do 6:00 rano.
Premier Souaré odrzucił twierdzenia junty o rekrutowaniu najemników i zastrzegł, że dzięki poparciu lojalnych wojsk jego rząd wciąż pozostaje jedyną legalną władzą w kraju. P.o. prezydenta Aboubacar Somparé wezwał społeczność międzynarodową o „uniemożliwienie siłom wojskowym przerwania demokratycznego procesu”. Stwierdził, że sytuacja nie jest wciąż unormowana, a wojsko pozostaje podzielone na zwolenników i przeciwników rebeliantów. Jednakże wojska zamachowców widoczne były na ulicach stolicy i zajmowały strategiczne budynki w mieście, jak np. siedzibę radia, telewizji i banku centralnego. Działania junty wojskowej spotkały się z życzliwą reakcją obywateli. Na ulicach stolicy zbierały się wiwatujące na cześć żołnierzy tłumy ludności. Camara, po ogłoszeniu się szefem CNDD i prezydentem republiki, przejechał przez Konakry na czele kawalkady pojazdów wojskowych. Na trasie przejazdu gromadził się w tym czasie witający go mieszkańcy.
25 grudnia 2008 kapitan Camara na antenie publicznego radia postawił premierowi Souaré ultimatum i dał mu 24 godziny na oddanie się w ręce wojska. W przeciwnym razie zagroził rozpoczęciem poszukiwań na terenie całego kraju. Jeszcze tego samego dnia premier i 30 innych członków rządu stawiło się do koszar wojskowych, oddając się do dyspozycji Camary. Premier Souaré, który uznał go za prezydenta republiki, wyraził wolę pracy pod kierownictwem CNDD, podkreślając że jego gabinet składa się z technokratów, a nie z polityków. Camara oświadczył, że władzę w kraju przejęła Rada Narodowa na rzecz Demokracji i Postępu, jednakże zgodził się na kontynuowanie pracy przez dotychczasowy rząd. Junta wydłużyła obowiązywanie godziny policyjnej do 26 grudnia 2008, by jak wyjaśniała w oficjalnym komunikacie „umożliwić chrześcijanom pokojowe celebrowanie Świąt Bożego Narodzenia”. Zdecydowaną większość mieszkańców Gwinei stanowią muzułmanie.
Moussa Dadis Camara, przemawiając w radiu 25 grudnia 2008, stwierdził, że nie zamierza ubiegać się o fotel prezydenta w zaplanowanych za 2 lata wyborach. Zobowiązał się do zorganizowania wystawnego pogrzebu zmarłemu prezydentowi Conté. Zapowiedział również spotkanie z międzynarodowymi dyplomatami w celu „zapewnienia społeczności międzynarodowej o swoich intencjach”.

## Działania i zapowiedzi nowych władz
| Przebieg głównych wydarzeń | Przebieg głównych wydarzeń                                          |
| -------------------------- | ------------------------------------------------------------------- |
| 22 grudnia 2008            | Śmierć prezydenta Lansany Conté                                     |
| 23 grudnia                 | Ogłoszenie śmierci prezydenta, wybuch zamachu stanu, powołanie CNDD |
| 24 grudnia                 | Ogłoszenie Moussy Dadis Camary prezydentem Republiki                |
| 25 grudnia                 | Uznanie przez premiera Souaré nowych władz wojskowych               |
| 26 grudnia                 | Pogrzeb prezydenta Conté                                            |
| 29 grudnia                 | Zawieszenie członkostwa Gwinei w Unii Afrykańskiej                  |
| 30 grudnia                 | Nominacja Kabiné Komary na urząd premiera                           |
| 10 stycznia 2009           | Zawieszenie członkostwa Gwinei w ECOWAS                             |
| 15 stycznia 2009           | Powołanie gabinetu premiera Komary                                  |

26 grudnia 2008 na stadionie narodowym w Konakry w obecności 20-30 tys. osób odbyła się uroczystość pogrzebowa prezydenta Conté. Wzięły w niej udział również zagraniczne delegacje, w tym prezydenci Liberii, Sierra Leone, Wybrzeża Kości Słoniowej i Gwinei Bissau. Generał Mamadou „Toto” Camara, drugi na liście członków CNDD, stwierdził, że nowe władze pragną kontynuować „dzieło tolerancji i pokoju” zmarłego przywódcy. Publiczne radio nazwało Lansanę Conté „apostołem pokoju i ojcem demokracji”. Prezydent został pochowany przed swoją rezydencją w rodzinnej miejscowości Lansanaya, 120 km na północny zachód od stolicy.
27 grudnia 2008 Camara spotkał się w koszarach Alpha Yaya Diallo z przedstawicielami organizacji społecznych, partii politycznych, związków zawodowych i kościołów. Przedstawił im plan zmian w sektorze wydobywczym. Zapowiedział przegląd i renegocjację „wadliwych” kontraktów. Poprzedniej administracji zarzucił nadużycia i „grabież państwa”. Zadeklarował pociągnięcie do odpowiedzialności wszystkich osób winnych korupcji i defraudacji państwowych środków. Przemysł wydobywczy znalazł się w orbicie zainteresowania junty, gdyż Gwinea posiada ponad 1/3 światowych zasobów boksytów oraz bogate złoża złota, diamentów, żelaza i niklu. CNND zniosła definitywnie obowiązującą od trzech dni godzinę policyjną. Większość organizacji politycznych i społecznych udzieliło poparcia nowym władzom wojskowym.
28 grudnia 2008 CNDD ogłosiła przejście na emeryturę 22 oficerów, którzy osiągnęli już wiek emerytalny. Wśród nich znalazł się szef sztabu, generał Diarra Camara, który od początku był przeciwny zamachowi. Kapitan Camara spotkał się z przedstawicielami ECOWAS, obiecując współpracę z organizacją w czasie procesu pokojowego transferu władzy.
30 grudnia 2008 junta wojskowa nowym premierem Gwinei mianowała niezależnego bankiera, Kabiné Komarę. W chwili nominacji Komara pracował jako dyrektor w African Export-Import Bank w Kairze. Jego wybór miał przyczynić się do zyskania poparcia ze strony społeczności międzynarodowej. 15 stycznia 2009 ogłoszony został skład gabinetu, liczącego około 30 ministrów i składającego się z członków CNDD oraz cywilów. Kluczowe stanowiska obsadzili członkowie junty. Generał Mamadou „Toto” Camara zajął stanowisko ministra bezpieczeństwa, a pułkownik Sékouba Konaté ministra obrony. Wojskowi objęli m.in. także resorty sprawiedliwości, gospodarki i finansów oraz telekomunikacji i informacji.
5 stycznia 2009 kapitan Camara zapowiedział organizację nowych wyborów przed końcem roku 2009. Poprzednio jako datę wymieniał koniec 2010. Przeprowadzenia wyborów we wcześniejszym terminie domagała się także część społeczności międzynarodowej. Potwierdził raz jeszcze, że sam nie zamierza brać w nich udziału. W styczniu 2009 władze wojskowe w ramach walki z korupcją dokonały aresztowań kilku wysokich rangą oficerów oraz krewnych zmarłego prezydenta Conté. Wezwały również na przesłuchanie w sprawie wydatkowania środków publicznych kilkunastu byłych ministrów i urzędników administracji byłego prezydenta, w tym ministra sportu oraz ministra finansów. Zapowiedziały powołanie specjalnej komisji w celu audytu kontraktów górniczych z ostatnich pięciu lat.

## Reakcje międzynarodowe
- ONZ – sekretarz generalny ONZ Ban Ki-moon zaapelował o spokój oraz wezwał wojsko i rządzących do poszanowania zasad demokracji. Podkreślił potrzebę pokojowego i demokratycznego transferu władzy w zgodzie z konstytucją. Złożył równocześnie całemu narodowi kondolencje z powodu śmierci prezydenta Conté, którego docenił za wkład na rzecz pokoju i jedności Gwinei oraz dbanie o stabilność i współpracę w regionie[38][11].
- Unia Afrykańska (UA) – 23 grudnia komisarz UA ds. pokoju i bezpieczeństwa Ramtane Lamamra uznał zamach stanu za „jawne złamanie gwinejskiej konstytucji i naruszenie afrykańskiej legalności”. Wezwał „siły polityczne i wszystkie instytucje, zwłaszcza wojsko, do pracy na rzecz pokojowego i konstytucyjnego procesu przekazania władzy z poszanowaniem porządku demokratycznego”[7][8]. 24 grudnia UA zorganizowała w Addis Abebie kryzysowe posiedzenie, poświęcone sytuacji w Gwinei i potępiła zamach. Przewodniczący Komisji UA, Jean Ping, uznał przejęcie władzy przez juntę za „rażące pogwałcenie gwinejskiej konstytucji” oraz „złamanie Deklaracji z Lomé z lipca 2000, założycielskiego aktu UA”[39][40]. 29 grudnia 2008 UA zawiesiła Gwineę w członkostwie w organizacji „do czasu przywrócenia porządku konstytucyjnego w kraju” i dała na to przywódcom wojskowym 6 miesięcy. Nie nałożyła na kraj żadnych sankcji. Zadeklarowała wolę ścisłej współpracy z nowymi władzami na rzecz przywrócenia konstytucyjnych rządów[28].
- ECOWAS – organizacja potępiła zamach stanu[19]. Jej przewodniczący Mohamed Ibn Chambas odrzucił plan organizacji wyborów w 2010, uznając dwuletni okres przejściowy za zbyt długi[41]. 28 grudnia 2010 odbył spotkanie w Konakry w kapitanem Camarą, podczas którego ten obiecał współpracę z organizacją w czasie procesu pokojowego transferu władzy[30]. Następnego dnia Ibn Chambas stwierdził, że zamach stanu stwarza możliwość ustanowienia demokracji w Gwinei, po latach frustracji i rozczarowań poprzednimi rządami[28]. 10 stycznia 2009 ECOWAS zawiesiła Gwineę w pracach w organizacji do czasu organizacji wyborów w tym państwie i przywrócenia porządku konstytucyjnego[42].
- Unia Europejska – potępiła zamach i „wezwała wszystkich polityków oraz cywilne i wojskowe instytucje w kraju do poszanowania konstytucyjnych zasad w celu zapewnienia pokojowego transferu władzy i zorganizowania wolnych i uczciwych wyborów”[43].
- Francja – sprawująca przewodnictwo w UE Francja sprzeciwiła się jakiejkolwiek próbie puczu w Gwinei i wezwała do organizacji wolnych i przejrzystych wyborów[7]. Prezydent Nicolas Sarkozy opowiedział się za „pokojowym, uporządkowanym i demokratycznym procesem transferu władzy” oraz organizacji wolnych i przejrzystych wyborów pod międzynarodowym nadzorem w pierwszej połowie 2009[20][21].
- Stany Zjednoczone – wyraziły nadzieję na „pokojowe i demokratyczne przekazanie władzy”. Wyraziły wolę współpracy z partnerami w regionie oraz państwami UA w celu przekonania władz w Gwinei do podjęcia kroków, zapewniających pokojowe i demokratyczne przekazanie władzy[44][40]. USA odrzuciły stanowisko junty o organizacji wyborów w ciągu 2 lat, domagając się „natychmiastowego przywrócenia rządów cywilnych” i przeprowadzenia wyborów parlamentarnych w maju 2009, zgodnie z konstytucyjnym terminem[20]. Wstrzymały większość swojej pomocy finansowej dla Gwinei[42].
- Nigeria – prezydent Umaru Yar’Adua potępił zamach stanu. Minister spraw zagranicznych Ojo Maduekwe oświadczył, że Nigeria nie będzie utrzymywać żadnych stosunków z wojskowym reżimem w Gwinei. Powiedział, że każdy demokratyczny rząd, który udziela poparcia nielegalnemu rządowi jest winny „współudziału”. Skrytykował także dwuletni okres transferu władzy, jaki wyznaczyła junta, uznając go za zbyt długi[45].
- Południowa Afryka – prezydent Kgalema Motlanthe zażądał ustąpienia junty wojskowej i natychmiastowej organizacji wyborów[27].
- Senegal – prezydent Abdoulaye Wade 26 grudnia wezwał społeczność do uznania nowych władz Gwinei. Stwierdził, że „ta grupa wojskowych zasługuje na poparcie” i „nie powinno się rzucać w nich kamieniami”[27]. Wade określił Camarę jako „młodego człowieka, który przejął władzę, aby wypełnić próżnię władzy”. Oświadczył, że ten prosił go o pełnienie roli rzecznika junta na świecie. Poinformował o zapewnieniach Camary, iż nowe władze zamierzają tylko „dokonać wyboru nowego prezydenta i powrócić do koszar wojskowych”[46].
- Libia – przywódca Libii Mu’ammar al-Kaddafi poparł nowe władze wojskowe i wyraził gotowość do współpracy z nimi, 4 stycznia 2009 odbył wizytę w Konakry[45].
- Sierra Leone – prezydent Ernest Bai Koroma w reakcji na zamach stanu zwołał kryzysowe posiedzenie liderów politycznych i dowódców wojskowych[11]. Kraj wzmocnił swoje służby graniczne w obawie przed napływem uchodźców, wprowadził także powietrzne i lądowe patrole granic lądowych i morskich. Dodatkowe siły zostały również rozmieszczone przy granicy na spornym i zasobnym w diamenty terytorium Yenga[47].
- W stan pogotowia zostały postawione służby graniczne sąsiedniej  Liberii oraz  Wybrzeża Kości Słoniowej. Prezydent tego ostatniego państwa Laurent Gbagbo poinformował, iż „dokładnie śledzi” wydarzenia w Gwinei[47].